# Liga ACB 2022-2023
La Liga ACB 2022-2023, chiamata per ragioni di sponsorizzazione Liga Endesa, è la 40ª edizione del massimo campionato spagnolo di pallacanestro maschile.

## Stagione

### Novità
Le squadre promosse dalla Liga Oro sono la Fundación Granada e Bàsquet Girona, mentre retrocedono dalla Liga ACB Club Baloncesto Miraflores e il Bàsquet Club Andorra. 

### Formula
Il campionato prevede che le 18 squadre partecipanti si scontrino in 34 turni, differenti tra andata e ritorno. Al termine del girone di andata le prime 8 classificate sono qualificate per la Coppa del Re. Con la fine della stagione regolare, le prime 8 classificate partecipano ai play-off mentre le ultime 2 classificate vengono retrocesse direttamente in LEB Oro.

## Squadre partecipanti
| Squadra           | Stagione | Città                      | Palazzetto                                  | Stagione precedente                     |
| ----------------- | -------- | -------------------------- | ------------------------------------------- | --------------------------------------- |
| Barcellona        | dettagli | Barcellona                 | Palau Blaugrana                             | 1ª in Liga ACB                          |
| Saski Baskonia    | dettagli | Vitoria                    | Fernando Buesa Arena                        | 6ª in Liga ACB                          |
| Bilbao Berri      | ...      | Bilbao                     | Bilbao Arena                                | 9ª in Liga ACB                          |
| Breogán           | ...      | Lugo                       | Pazo dos Deportes                           | 11ª in Liga ACB                         |
| Canarias Tenerife | dettagli | San Cristóbal de La Laguna | Pabellón Insular Santiago Martín            | 5ª in Liga ACB                          |
| Fuenlabrada       | ...      | Fuenlabrada                | Pabellón Fernando Martín                    | 14ª in Liga ACB                         |
| Girona            | ...      | Gerona                     | Pavelló Girona-Fontajau                     | 4ª in Liga LEB Oro, promossa ai playoff |
| Fundación Granada | ...      | Granada                    | Palacio Municipal de Deportes de Granada    | 1ª in Liga LEB Oro                      |
| Gran Canaria      | dettagli | Las Palmas de Gran Canaria | Gran Canaria Arena                          | 8ª in Liga ACB                          |
| Joventut Badalona | dettagli | Badalona                   | Palau Olímpic                               | 4ª in Liga ACB                          |
| Real Madrid       | dettagli | Madrid                     | Palacio de Deportes                         | 2ª in Liga ACB, Campione                |
| Málaga            | dettagli | Malaga                     | José María Martín Carpena                   | 12ª in Liga ACB                         |
| Manresa           | dettagli | Manresa                    | Pavelló Nou Congost                         | 7ª in Liga ACB                          |
| Murcia            | ...      | Murcia                     | Palacio de Deportes de Murcia               | 10ª in Liga ACB                         |
| Obradoiro         | ...      | Santiago di Compostela     | Multiusos Fontes do Sar                     | 15ª in Liga ACB                         |
| Saragozza         | ...      | Saragozza                  | Pabellón Príncipe Felipe                    | 16ª in Liga ACB                         |
| Real Betis        | ...      | Siviglia                   | Palacio Municipal de los Deportes San Pablo | 13ª in Liga ACB                         |
| Valencia          | dettagli | Valencia                   | Pavelló Municipal Font de San Lluís         | 3ª in Liga ACB                          |

## Allenatori e primatisti
| Squadra      | Allenatore                                   | Capitano              | Cestista più presente | Miglior marcatore |
| ------------ | -------------------------------------------- | --------------------- | --------------------- | ----------------- |
| Barcellona   | Šarūnas Jasikevičius                         | Pierre Oriola         | ...                   | ...               |
| Baskonia     | Joan Peñarroya                               | Rokas Giedraitis      | ...                   | ...               |
| Bilbao       | Jaume Ponsarnau                              | Xavi Rabaseda         | ...                   | ...               |
| Bregoan      | Veljko Mršić                                 | Sergi Quintela        | ...                   | ...               |
| Tenerife     | Txus Vidorreta                               | Marcelo Huertas       | ...                   | ...               |
| Fuenlabrada  | Josep María Raventós                         | Clevin Hannah         | ...                   | ...               |
| Girona       | Aíto García Reneses                          | Marc Gasol            | ...                   | ...               |
| Granada      | Pablo Pin                                    | David Iriarte         | ...                   | ...               |
| Gran Canaria | Jaka Lakovič                                 | Oliver Stević         | ...                   | ...               |
| Badalona     | Carles Durán                                 | Albert Ventura        | ...                   | ...               |
| Real Madrid  | Jesús Mateo                                  | Sergio Llull          | ...                   | ...               |
| Malaga       | Ibon Navarro                                 | Alberto Díaz          | ...                   | ...               |
| Manresa      | Pedro Martínez Sánchez                       | Guillem Jou           | ...                   | ...               |
| Murcia       | Sito Alonso                                  | Sadiel Rojas          | ...                   | ...               |
| Obradorio    | Moncho Fernández                             | Álvaro Muñoz Borchers | ...                   | ...               |
| Saragozza    | Martin Schiller (1ª-4ª) Porfirio Fisac (5ª-) | Santiago Yusta        | ...                   | ...               |
| Siviglia     | Luis Casimiro                                | Pablo Almazán         | ...                   | ...               |
| Valencia     | Álex Mumbrú                                  | Bojan Dubljević       | ...                   | ...               |

## Stagione regolare

### Classifica
|  | Pos. | Squadra             | G  | V  | P  | PtF  | PtS  | Diff. | SD  |
|  | ---- | ------------------- | -- | -- | -- | ---- | ---- | ----- | --- |
|  | 1.   | Barça               | 34 | 29 | 5  | 2895 | 2489 | 406   |     |
|  | 2.   | Cazoo Baskonia      | 34 | 28 | 6  | 3128 | 2817 | 311   | 2-0 |
|  | 3.   | Real Madrid         | 34 | 28 | 6  | 3005 | 2629 | 376   | 0-2 |
|  | 4.   | Lenovo Tenerife     | 34 | 24 | 10 | 2834 | 2517 | 317   | +3  |
|  | 5.   | Unicaja Malaga      | 34 | 24 | 10 | 2969 | 2638 | 331   | -3  |
|  | 6.   | Gran Canaria        | 34 | 19 | 15 | 2837 | 2734 | 103   | 2-0 |
|  | 7.   | Joventut Badalona   | 34 | 19 | 15 | 2766 | 2662 | 104   | 0-2 |
|  | 8.   | Valencia Basket     | 34 | 17 | 17 | 2842 | 2826 | 16    |     |
|  | 9.   | UCAM Murcia         | 34 | 16 | 18 | 2714 | 2820 | -106  |     |
|  | 10.  | Río Breogán         | 34 | 14 | 20 | 2620 | 2716 | -96   | 3-1 |
|  | 11.  | Monbus Obradoiro    | 34 | 14 | 20 | 2694 | 2832 | -138  | 2-2 |
|  | 12.  | Surne Bilbao Basket | 34 | 14 | 20 | 2587 | 2735 | -148  | 1-3 |
|  | 13.  | Casademont Zaragoza | 34 | 12 | 22 | 2675 | 2755 | -80   | 2-0 |
|  | 14.  | BAXI Manresa        | 34 | 12 | 22 | 2853 | 3025 | -172  | 0-2 |
|  | 15.  | Bàsquet Girona      | 34 | 11 | 23 | 2604 | 2773 | -169  | 2-0 |
|  | 16.  | Covirán Granada     | 34 | 11 | 23 | 2604 | 2913 | -309  | 0-2 |
|  | 17.  | Real Betis          | 34 | 10 | 24 | 2659 | 2857 | -198  |     |
|  | 18.  | Carplus Fuenlabrada | 34 | 4  | 30 | 2589 | 3137 | -548  |     |

Legenda:
      Campione di Spagna.
      Partecipante ai play-off.
      Retrocessa in LEB
  Vincitrice del campionato
  Vincitrice della Coppa del Rey 2022
  Vincitrice della Supercoppa spagnola 2022
Regolamento:
Classifica in base alle partite vinte-perse.
In caso di arrivo a pari vittorie, contano gli scontri diretti, punti negli scontri diretti oppure differenza canestri.
Note:

## Play-off
|  | Quarti di finale | Quarti di finale  | Quarti di finale | Quarti di finale | Quarti di finale |    |                   | Semifinali        | Semifinali | Semifinali | Semifinali | Semifinali | Semifinali | Semifinali |  |  | Finale | Finale     | Finale | Finale | Finale | Finale | Finale |
|  |                  |                   |                  |                  |                  |    |                   |                   |            |            |            |            |            |            |  |  |        |            |        |        |        |        |        |
|  | 1                | Barcellona        | 84               | 87               |                  |    |                   |                   |            |            |            |            |            |            |  |  |        |            |        |        |        |        |        |
|  | 8                | Valencia          | 74               | 64               |                  |    |                   |                   |            |            |            |            |            |            |  |  |        |            |        |        |        |        |        |
|  | 8                | Valencia          | 74               | 64               |                  | 1  | Barcellona        | 84                | 79         | 90         | 87         |            |            |            |  |  |        |            |        |        |        |        |        |
|  |                  |                   |                  |                  |                  | 1  | Barcellona        | 84                | 79         | 90         | 87         |            |            |            |  |  |        |            |        |        |        |        |        |
|  |                  | 5                 | Málaga           | 81               | 88               | 79 | 75                |                   |            |            |            |            |            |            |  |  |        |            |        |        |        |        |        |
|  | 4                | 5                 | Málaga           | 81               | 88               | 79 | 75                | Canarias Tenerife | 59         | 79         |            |            |            |            |  |  |        |            |        |        |        |        |        |
|  | 4                |                   |                  |                  |                  |    |                   | Canarias Tenerife | 59         | 79         |            |            |            |            |  |  |        |            |        |        |        |        |        |
|  | 5                | Málaga            | 72               | 97               |                  |    |                   |                   |            |            |            |            |            |            |  |  |        |            |        |        |        |        |        |
|  |                  |                   |                  |                  |                  |    |                   |                   |            |            |            |            |            |            |  |  | 1      | Barcellona | 97     | 86     | 93     |        |        |
|  |                  |                   | 3                | Real Madrid      | 88               | 85 | 82                |                   |            |            |            |            |            |            |  |  |        |            |        |        |        |        |        |
|  | 2                | Saski Baskonia    | 91               | 76               |                  |    |                   |                   |            |            |            |            |            |            |  |  |        |            |        |        |        |        |        |
|  | 7                | Joventut Badalona | 99               | 83               |                  |    |                   |                   |            |            |            |            |            |            |  |  |        |            |        |        |        |        |        |
|  | 7                | Joventut Badalona | 99               | 83               |                  | 7  | Joventut Badalona | 93                | 73         | 73         | 73         |            |            |            |  |  |        |            |        |        |        |        |        |
|  |                  |                   |                  |                  |                  | 7  | Joventut Badalona | 93                | 73         | 73         | 73         |            |            |            |  |  |        |            |        |        |        |        |        |
|  |                  | 3                 | Real Madrid      | 83               | 90               | 83 | 94                |                   |            |            |            |            |            |            |  |  |        |            |        |        |        |        |        |
|  | 3                | 3                 | Real Madrid      | 83               | 90               | 83 | 94                | Real Madrid       | 95         | 89         |            |            |            |            |  |  |        |            |        |        |        |        |        |
|  | 3                |                   |                  |                  |                  |    |                   | Real Madrid       | 95         | 89         |            |            |            |            |  |  |        |            |        |        |        |        |        |
|  | 6                | Gran Canaria      | 68               | 81               |                  |    |                   |                   |            |            |            |            |            |            |  |  |        |            |        |        |        |        |        |

## Premi
| Premio            | Giocatore         | Squadra         |
| ----------------- | ----------------- | --------------- |
| Liga ACB MVP      | Giorgi Shermadini | Lenovo Tenerife |
| MVP finali        | Nikola Mirotić    | Barça           |
| Miglior giovane   | Jean Montero      | Real Betis      |
| Miglior difensore | Walter Tavares    | Real Madrid     |

- Primo quintetto:
  -  Darius Thompson,  Saski Baskonia
  -  Markus Howard,  Saski Baskonia
  -  Džanan Musa,  Real Madrid
  -  Giorgi Shermadini,  Canarias Tenerife
  -  Walter Tavares,  Real Madrid
- Secondo quintetto:
  -  Marcelinho Huertas,  Canarias Tenerife
  -  Nicolás Laprovíttola,  Barcellona
  -  Joel Parra,  Joventut Badalona
  -  Nikola Mirotić,  Barcellona
  -  Ante Tomić,  Joventut Badalona